# Casa Esteban de Luca

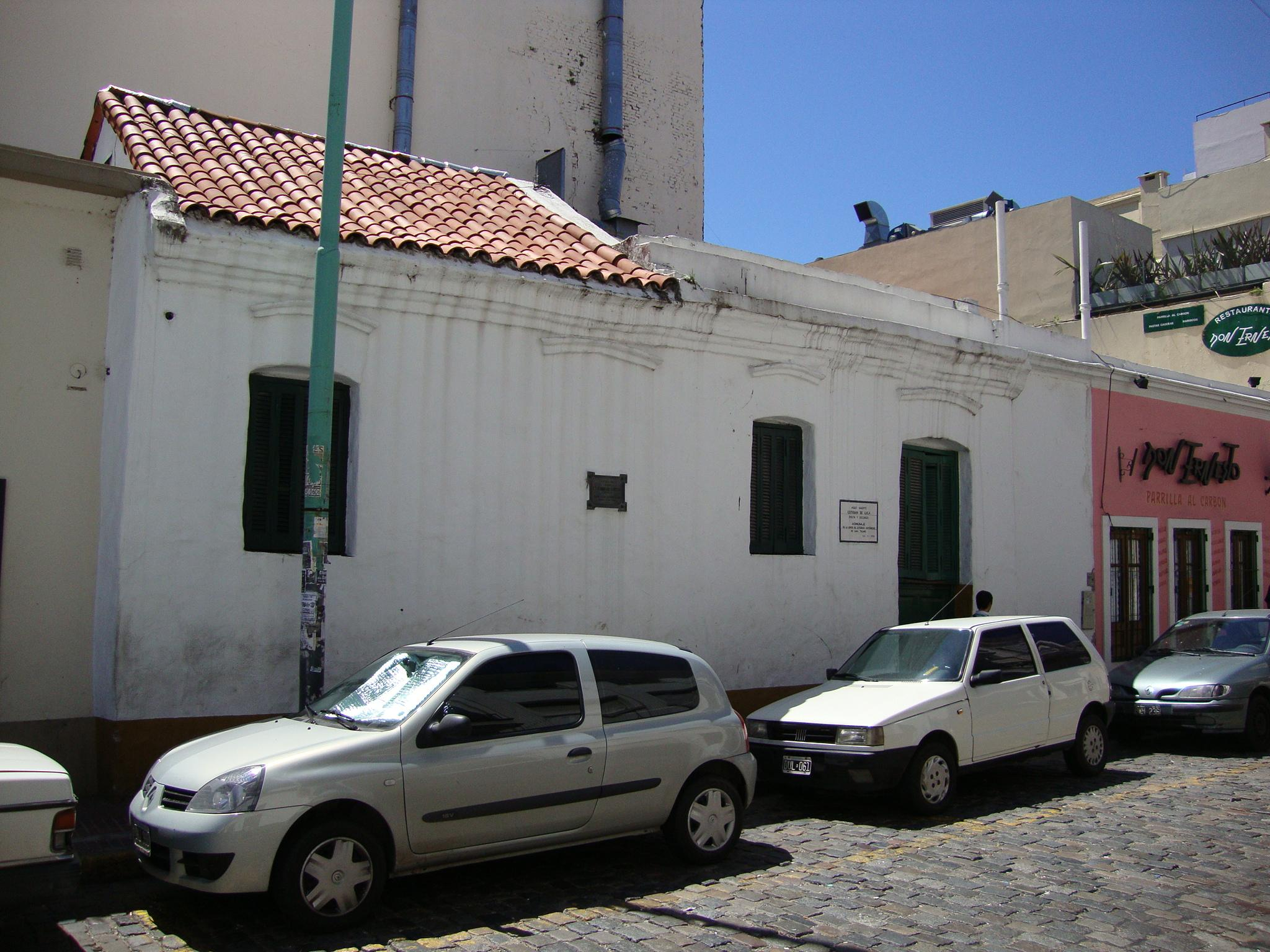
Die Casa Esteban de Luca in Buenos Aires

Die Casa de Esteban de Luca (deutsch: Haus von Esteban de Luca) ist ein historisches Wohngebäude in der argentinischen Hauptstadt Buenos Aires. 1786 erbaut,  wurde es einst von dem Dichter und Soldaten Esteban de Luca bewohnt, der den Text zur ersten Nationalhymne des Landes, die Canción Patriótica, schrieb. 1941 wurde das Gebäude zum Nationalen Historischen Monument erklärt. Heute beherbergt das Haus ein Restaurant. Es befindet sich auf der Calle Carlos Calvo 383 im Stadtteil San Telmo.